# Aghoratt
Aghoratt este o comună din departamentul Kiffa, Regiunea Assaba, Mauritania, cu o populație de 13.758 locuitori.